# 48-as Díszérem
A 48-as Díszérem egy magyar kitüntetés, amelyet az 1848-as forradalom és szabadságharc 100. évfordulójának tiszteletére alapítottak. Az elismerést főként rendőrök és katonák kapták meg.

## Története
A 48-as Díszérem nevű kitüntetést 1948. július 16-án alapította Tildy Zoltán köztársasági elnök, Rajk László belügyminiszter előterjesztésére. Az indoklás szerint az alapítás célja a szabadságharc centenáriumáról való megemlékezés volt. Az alapító rendelet 2. §-a alapján a 48-as Díszérem:
|  | „...a Magyar Államrendőrség és a Magyar Honvédség azon tagjai részére adományozható, akik 1848. szellemének a rendőrség, illetve a honvédség körében való kiépítése terén legeredményesebben működtek, s akik az 1848. Centenáriumi évben a demokratikus öntudat és a szakképzettség fejlesztésében jelentős eredményeket értek el. ” |
|  | |

A fentiek értelmében a köztársasági elnök az adományozás jogát a belügyminiszterre, illetve a honvédelmi miniszterre ruházta át, előbbi 1937, utóbbi pedig 983 személynek ítélte oda az elismerést. Az alapszabály szerint a kitüntetést csak a centenárium évében, 1948-ban lehetett adományozni, ennek ellenére Szakasits Árpád köztársasági elnök 1949. január 24-én még további tíz főt tüntetett ki vele.

## A kitüntetés leírása
35 mm átmérőjű bronz érem, előlapján Petőfi Sándor félbalra néző arcképe látható, a fej két oldalán a PETŐFI SÁNDOR felirat áll. Az érem tetején zománcozott babérkoszorúban a 100-as szám olvasható, a koszorú bal oldalán nemzetiszínű, bal oldalán farkasfogas-címeres zománcozott zászló látható. A hátlapon középen korona nélküli Kossuth-címer látható felette 1848, alatta 1948 felirattal. Felül íves szalagon A NÉPPEL TŰZÖN - VÍZEN ÁT felirat olvasható. A szalag 40 mm széles, vörös, szélein 10-10 mm széles sávban piros-fehér-zöld farkasfogak díszítik.
A kitüntetést "magánalkalmakkor" (polgári ruhán) kisebbített formában is lehetett viselni, emiatt készült belőle szalagos miniatűr, kitűző-, illetve gomblyukjelvény is.

## A kitüntetést elnyert személyek
A lista nem teljes, azon nevezetesebb személyeket tartalmazza, akik megkapták a 48-as Díszérmet.
- Beleznay István
- Fábik József
- Farkas Mihály
- Görgényi Dániel
- Ilku Pál
- Kádár János
- Király Béla
- Nógrádi Sándor
- Nonn György
- Oláh István
- Pálffy György
- Péter Gábor
- Rajk László
- Rajnai Sándor
- Révay Kálmán
- Révész Géza
- Sólyom László
- Szalvay Mihály
- Szebenyi Endre
- Szimonidesz Lajos
- Takács Károly[4]
- Tímár István
- Uszta Gyula